# Seo Hyang-soon
Seo Hyang-soon (8 de julho de 1967) é uma arqueira sul-coreana, campeã olímpica.

## Carreira
Seo Hyang-soon representou seu país nos Jogos Olímpicos em 1984, ganhando a medalha de ouro no individual.
Foi a primeira medalhista sul-coreana do Tiro com Arco, antes do país ser uma potência dominante neste esporte, feito alcançado com apenas 17 anos de idade.